# Patrick (film, 2019)
A Patrick (eredeti cím: De Patrick) egy 2019-es belga komédia-dráma, amelyet Tim Mielants rendezett, a főbb szerepeket Kevin Janssens, Jemaine Clement, Hannah Hoekstra és Bouli Lanners játssza. Világpremierjét az 54. Karlovy Vary Nemzetközi Filmfesztiválon tartotta, ahol a Kristálygömbért versenyzett, és elnyerte Mielants legjobb rendezőjének járó díjat.

## Szereposztás
- Kevin Janssens – Patrick
- Jemaine Clement – Dustin
- Hannah Hoekstra – Nathalie
- Jan Bijvoet – Flik
- Bouli Lanners – Mon
- Josse De Pauw – Rudy
- Pierre Bokma – Herman
- Frank Vercruyssen – Wilfried

## Díjak és jelölések
| Filmfesztivál                           | Kategória                    | Díjak és jelölések                | Eredmény |
| --------------------------------------- | ---------------------------- | --------------------------------- | -------- |
| Karlovy Vary-i Nemzetközi Filmfesztivál | Legjobb film                 |                                   | Jelölve  |
| Karlovy Vary-i Nemzetközi Filmfesztivál | Legjobb rendező              | Tim Mielants                      | Elnyerte |
| Fantastic Fest                          | Legjobb film                 |                                   | Elnyerte |
| Fantastic Fest                          | Legjobb rendező              | Tim Mielants                      | Elnyerte |
| German Independence Award               | Legjobb elsőfilmes           |                                   | Jelölve  |
| Golden Alexander Award                  | Legjobb elsőfilmes           |                                   | Jelölve  |
| Magritte Awards                         | Legjobb flamand film         |                                   | Elnyerte |
| Magritte Awards                         | Legjobb férfi színész        | Kevin Janssens                    | Jelölve  |
| Magritte Awards                         | Legjobb férfi mellékszereplő | Bouli Lanners                     | Jelölve  |
| Magritte Awards                         | Legjobb látványtervezés      | Hubert Pouille és Pepijn Van Looy | Jelölve  |
| Magritte Awards                         | Legjobb jelmeztervezés       | Valérie Le Roy                    | Jelölve  |

## Fordítás
- Ez a szócikk részben vagy egészben  a   Patrick (2019 film) című angol Wikipédia-szócikk fordításán alapul.  Az eredeti cikk szerkesztőit annak laptörténete sorolja fel. Ez a jelzés csupán a megfogalmazás eredetét és a szerzői jogokat jelzi, nem szolgál a cikkben szereplő információk forrásmegjelöléseként.

## További információ
- Patrick a PORT.hu-n (magyarul)
- Patrick az Internet Movie Database-ben (angolul)
- Patrick a Rotten Tomatoeson (angolul)
- Patrick a Box Office Mojón (angolul)